# آرموت‌لو (سولواووا)
آرموت‌لو (به ترکی استانبولی: Armutlu) یک منطقهٔ مسکونی در ترکیه است که در سولواووا واقع شده‌است.